# آنژلا باکونتس
آنژلا باکونتس (Անժելա Բակունց؛ زادهٔ ۷ اکتبر ۱۹۵۳) یک سیاستمدار و کارگردان اهل ارمنستان است که از تاریخ ۱۹۹۵ تا تاریخ ۱۹۹۹ نمایندگی دوره اول مجلس ملی جمهوری ارمنستان را برعهده داشت.

## زندگی‌نامه
در ۷ اکتبر ۱۹۵۳ در ایروان به دنیا آمد و از آکادمی دولتی هنرهای زیبای ارمنستان فارغ‌التحصیل شد. 

## یادداشت
1. ↑  Շամիրամ